# Instytut Naukowy Weizmana

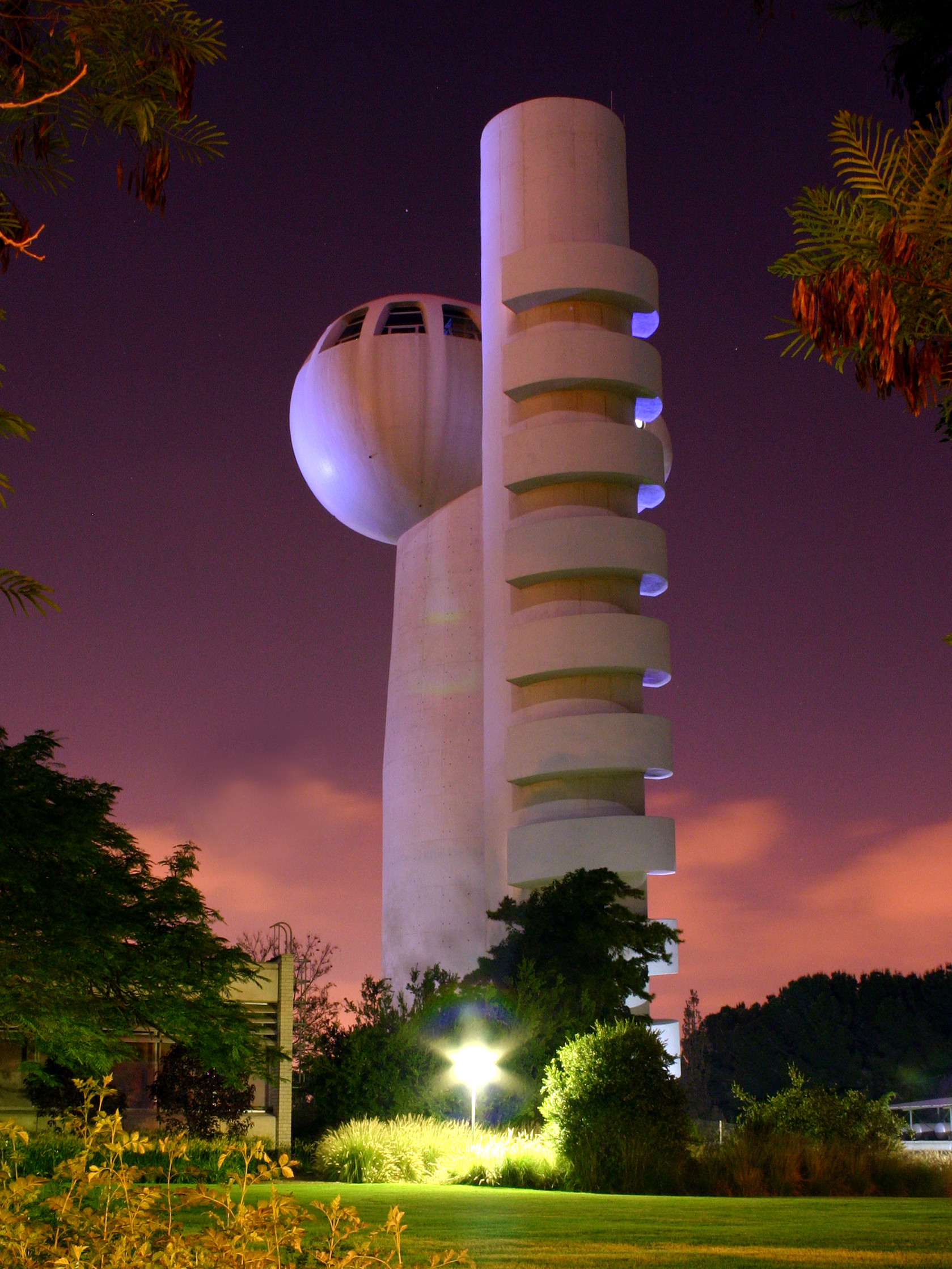
Akcelerator Kofflera – jeden z najbardziej rozpoznawalnych budynków kampusu instytutu

Instytut Naukowy Weizmanna (hebr. מכון ויצמן למדע) w Rechowot – uczelnia w Izraelu.
Uczelnia oferuje studia na wydziałach: matematyki, informatyki, fizyki, chemii, biochemii i biologii.

## Historia
Instytut został początkowo założony w 1934 przez Chaima Weizmana jako Instytut Badawczy Daniela Sieffa. 2 listopada 1949 oficjalnie zmieniono nazwę Instytutu na obecną.